# Glover Island (ö i Grenada)
Glover Island är en ö i Grenada.   Den ligger i parishen Saint George, i den sydvästra delen av landet, 9 km sydväst om huvudstaden Saint George's. Arean är 0,11 kvadratkilometer.
Terrängen på Glover Island är mycket platt. Öns högsta punkt är 11 meter över havet. 